# 影子財政大臣
影子財政大臣（英語：Shadow Chancellor of the Exchequer）是英國下議院影子內閣的成員，負責監督財政大臣的工作。影子財政大臣一職由英國反對黨領袖委派，並設立於1950年12月10日。
此個職位沒有正式的憲制角色，但通常被認為是反對黨前座議員中僅次於領袖的第二高職別成員。影子財政大臣不僅代表反對黨就英國的財經問題要求財政大臣問責，並負責制定其黨的經濟政策以便贏得下次大選。
現任影子財政大臣是施榮達議員，自2024年11月4日擔任此職位。

## 歷史
過去的著名影子財政大臣包括哈羅德·威爾遜、占士·卡拉漢、愛德華·希思、賀維、祁淦禮、白高敦和麥祖恩。
有學者指出，影子財政大臣的影響力遠超其他影子內閣成員：在英國大選期間，由於選民普遍重視政黨的財經政策主張，歷任影子財政大臣會利用撥款分配來調整或限制其他政策承諾，確保財政可行性；正因如此，英國傳媒亦會特別關注影子財政大臣的立場與言論，視其為反對黨執政能力的重要指標。相比反對黨領袖的領導職責相比，影子財政大臣可視為影子內閣的核心協調者，兩者的重要程度可謂旗鼓相當。
在英國，這個職位的名稱也代指任何反對黨的首席經濟及財政政策發言人，例如自由民主黨亦曾使用「影子財政大臣」。在2005年，時任財政大臣白高敦曾在下議院會議中開玩笑說：「我也非常尊重居住在迪根咸的影子財政大臣（指自由民主黨的祈維信），而不是保守黨的影子財政大臣」。

## 列表
| 姓名            | 姓名          | 肖像          | 任期           | 任期           | 政党   | 反对党领袖           |
| --------------- | ------------- | ------------- | -------------- | -------------- | ------ | -------------------- |
|                 | 拉布·巴特勒   |               | 1950年12月10日 | 1951年10月26日 | 保守黨 | 温斯顿·丘吉尔        |
|                 | 休·蓋茨克     |               | 1951年10月26日 | 1955年12月14日 | 工黨   | 艾德禮               |
|                 | 哈羅德·韋爾遜 |               | 1955年12月14日 | 1961年11月2日  | 工黨   | 休·蓋茨克            |
|                 | 詹姆斯·卡拉漢 |               | 1961年11月2日  | 1964年10月15日 | 工黨   | 休·蓋茨克            |
|                 | 詹姆斯·卡拉漢 | 哈羅德·韋爾遜 | 1961年11月2日  | 1964年10月15日 | 工黨   |                      |
|                 | 雷金納·麥德寧 |               | 1964年10月15日 | 1965年2月16日  | 保守黨 | 亞歷克·道格拉斯-休姆 |
|                 | 愛德華·希思   |               | 1965年2月16日  | 1965年11月11日 | 保守黨 | 愛德華·希思          |
|                 | 伊安·麦克劳德 |               | 1965年11月11日 | 1970年6月20日  | 保守黨 | 愛德華·希思          |
|                 | 羅伊·詹金斯   |               | 1970年6月20日  | 1972年4月19日  | 工黨   | 哈羅德·韋爾遜        |
|                 | 丹尼士·希利   |               | 1972年4月19日  | 1974年3月4日   | 工黨   | 哈羅德·韋爾遜        |
|                 | 罗伯特·卡尔   |               | 1974年3月4日   | 1975年2月11日  | 保守黨 | 愛德華·希思          |
|                 | 杰弗里·豪     |               | 1975年2月11日  | 1979年5月4日   | 保守黨 | 玛格丽特·撒切尔      |
|                 | 丹尼斯·希利   |               | 1979年5月4日   | 1980年12月8日  | 工黨   | 詹姆斯·卡拉汉        |
|                 | 彼得·肖尔     |               | 1980年12月8日  | 1983年10月31日 | 工黨   | 米高·富特            |
|                 | 韓素利        |               | 1983年10月31日 | 1987年7月13日  | 工黨   | 尼爾·金諾克          |
|                 | 约翰·史密斯   |               | 1987年7月13日  | 1992年7月24日  | 工黨   | 尼爾·金諾克          |
|                 | 戈登·布朗     | Gordon Brown  | 1992年7月24日  | 1997年5月2日   | 工黨   | 约翰·史密斯          |
| 玛格丽特·贝克特 | 戈登·布朗     | Gordon Brown  | 1992年7月24日  | 1997年5月2日   | 工黨   |                      |
| 托尼·布莱尔     | 戈登·布朗     | Gordon Brown  | 1992年7月24日  | 1997年5月2日   | 工黨   |                      |
|                 | 肯尼斯·克拉克 |               | 1997年5月2日   | 1997年6月11日  | 保守黨 | 约翰·梅杰            |
|                 | 彼得·萊利     |               | 1997年6月11日  | 1998年6月2日   | 保守黨 | 威廉·黑格            |
|                 | 弗朗西斯·莫德 |               | 1998年6月2日   | 2000年2月1日   | 保守黨 | 威廉·黑格            |
|                 | 迈克尔·波蒂略 |               | 2000年2月1日   | 2001年9月18日  | 保守黨 | 威廉·黑格            |
|                 | 迈克尔·霍华德 |               | 2001年9月18日  | 2003年11月6日  | 保守黨 | 伊恩·邓肯·史密斯     |
|                 | 奥利弗·莱特温 |               | 2003年11月6日  | 2005年5月10日  | 保守黨 | 迈克尔·霍华德        |
|                 | 喬治·奧斯本   |               | 2005年5月10日  | 2010年5月11日  | 保守黨 | 迈克尔·霍华德        |
|                 | 喬治·奧斯本   | 戴维·卡梅伦   | 2005年5月10日  | 2010年5月11日  | 保守黨 |                      |
|                 | 戴理德        |               | 2010年5月11日  | 2010年10月8日  | 工党   | 夏雅雯               |
|                 | 莊翰生        |               | 2010年10月8日  | 2011年1月20日  | 工党   | 埃德·米利班德        |
|                 | 埃德·鮑斯     |               | 2011年1月20日  | 2015年5月11日  | 工党   | 埃德·米利班德        |
|                 | 克里斯·萊斯利 |               | 2015年5月11日  | 2015年9月12日  | 工党   | 夏雅雯               |
|                 | 約翰·麥克唐奈 |               | 2015年9月12日  | 2020年4月5日   | 工党   | 杰里米·科尔宾        |
|                 | 安妮莉丝·多兹 |               | 2020年4月5日   | 2021年5月9日   | 工党   | 施紀賢               |
|                 | 李韻晴        |               | 2021年5月9日   | 2024年7月5日   | 工党   | 施紀賢               |
|                 | 侯俊偉        |               | 2024年7月8日   | 2024年11月4日  | 保守黨 | 辛偉誠               |
|                 | 施榮達        |               | 2024年11月4日  | 現任           | 保守黨 | 栢丹娜               |